# AIDAluna
AIDAluna es un crucero de clase Sphinx, propiedad de Carnival Corp  y operado por AIDA Cruises. Este fue construido por los astilleros de Meyer Werft en Papenburg, Alemania. Este es la tercera nave de la clase, precedida por AIDAdiva y AIDAbella, y es seguida por AIDAblu, AIDAsol y AIDAmar. El barco tiene una capacidad de 2.100 pasajeros y tiene un arqueo bruto de 69.203. AIDAluna se desplegó inicialmente en el Mar Báltico para la temporada de verano de 2009. 
El 8 de diciembre de 2021 el Aida Luna fue chocado por el Ferry Island Escape, mientras estaba amarrado en el puerto de St Johns. 

## Concepto y construcción
AIDAluna es el tercer barco, de una serie de seis barcos, ordenado por AIDA Cruises en Meyer Werft, con la entrega prevista de un barco cada año entre 2007 y 2012. Es hermana de AIDAdiva, AIDAbella, AIDAblu, AIDAsol y AIDAmar. La primera orden fue solo para dos barcos, pero la opción se extendió a seis barcos. Este flotó fuera del dique seco el 10 de febrero de 2009.  AIDAluna comenzó sus pruebas en el mar con su paso por el río Ems el 21 de febrero de 2009, saliendo de Papenburg. El viaje culminó en Emdem al día siguiente. El 23 de febrero, saliendo de Emdem para continuar las pruebas en el mar, se aventuró al astillero Blohm  Voss en Hamburgo para la inspección final en el muelle Elbe. Durante la inspección, se vio un objeto, enredado en las hélices de AIDAluna, supuestamente causado por algún objeto del agua. Luego de unos días, AIDAluna fue limpiada y continuó sus pruebas en el mar en el Mar del Norte.  AIDAluna fue entregado a sus propietarios el 16 de marzo de 2009. Fue bautizada el 4 de abril de 2009 en Palma de Mallorca por la supermodelo alemana, Franziska Knuppe.

## Galería

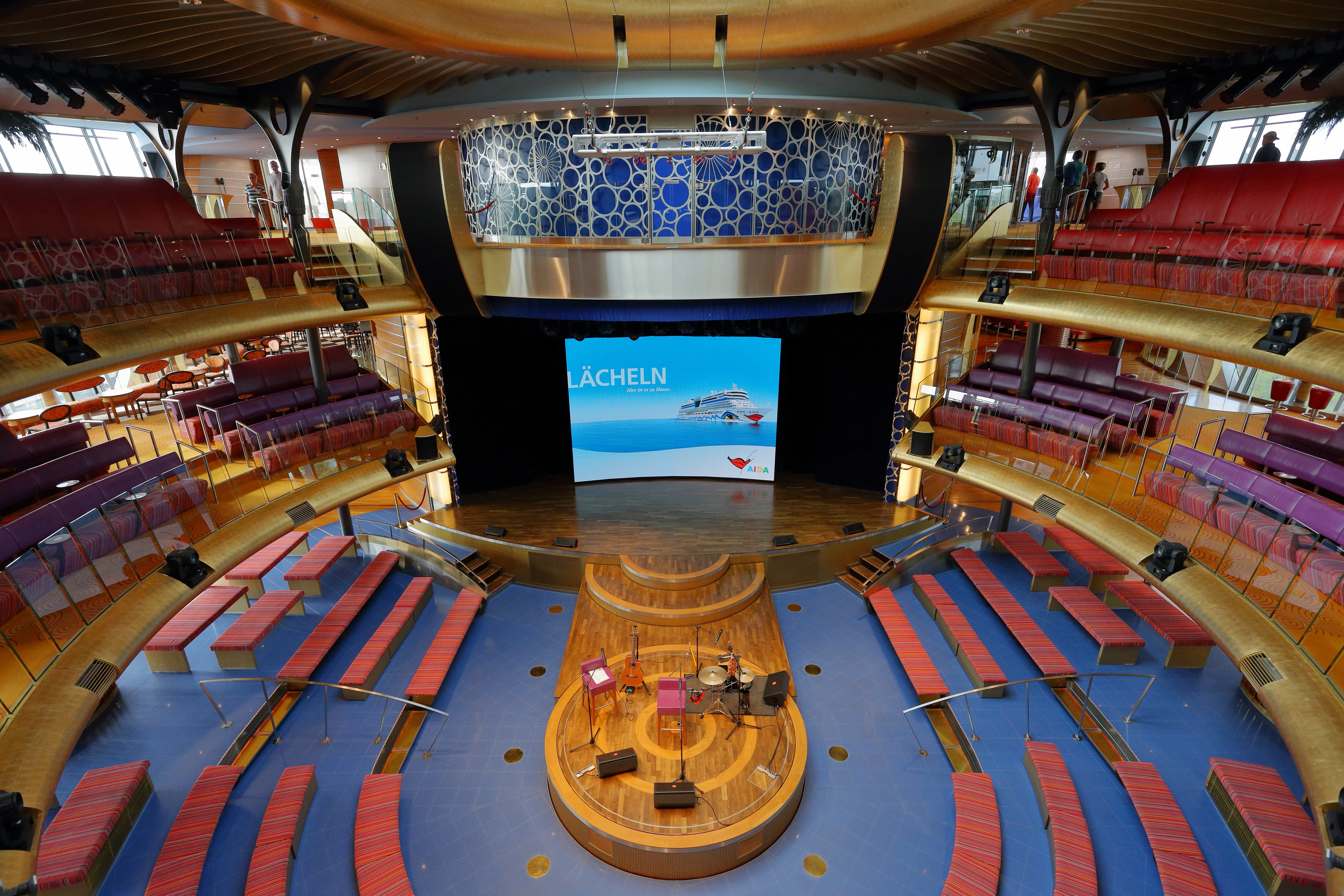
Teatro del AIDAluna
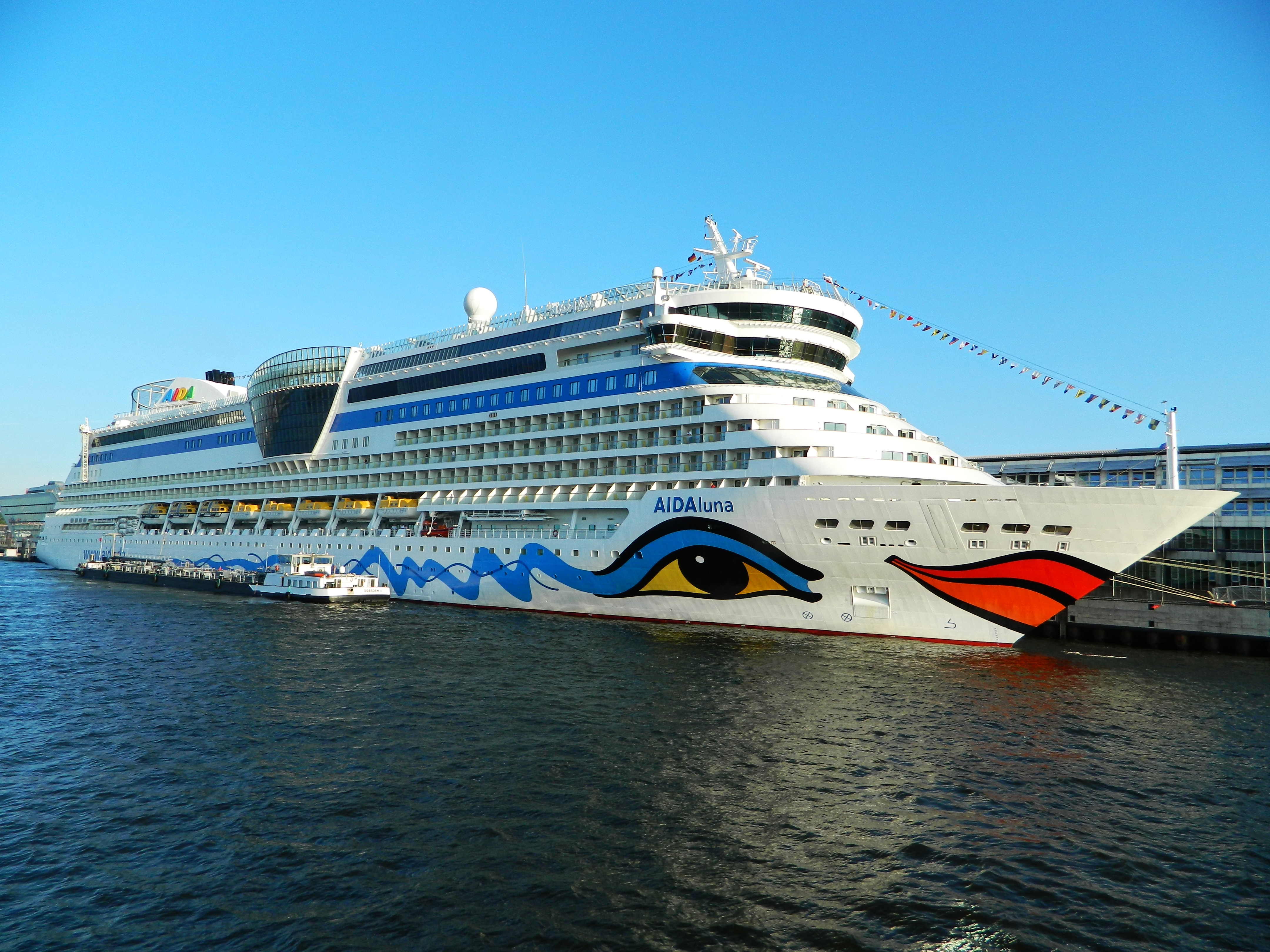
AIDAluna